# 사정판결
사정판결(事情判決)이란 취소소송의 특수한 판결중 하나로, 해당 처분이 위법성이 있다고 인정되는 경우에도 당해 위법한 처분 등을 취소하는 것이 현저히 공공복리에 적합하지 않다고 판단되는 경우에 그 원고의 청구를 기각하여 위법한 처분을 유지하는 판결을 말한다. 
사정판결은 취소소송에만 인정되고 무효등확인소송에는 인정되지 않는다. 또한 처분등을 취소하는 것이 현저히 공공복리에 적합하지 않은 경우에 인정되는 것이므로 사정판결을 하기 위해서는 공익과 사익을 비교형량하여 중대한 공익을 보호·유지하기 위한 경우이어야 한다. 이 경우 법원은 원고의 구제방안을 강구하여야 한다.
행정소송법 제28조 제1항 후단은 '이 경우 법원은 그 판결의 주문에서 그 처분등이 위법함을 명시하여야 한다.'라고 명시함으로써 차후에 손해배상 등 구제를 위한 이행소송등에 유리한 판결을 받을 수 있도록 주문기재를 통해 기판력을 나타내도록 하고있다.

## 행정소송법
제28조 (사정판결)

①원고의 청구가 이유있다고 인정하는 경우에도 처분등을 취소하는 것이 현저히 공공복리에 적합하지 아니하다고 인정하는 때에는 법원은 원고의 청구를 기각할 수 있다. 이 경우 법원은 그 판결의 주문에서 그 처분등이 위법함을 명시하여야 한다.
②법원이 제1항의 규정에 의한 판결을 함에 있어서는 미리 원고가 그로 인하여 입게 될 손해의 정도와 배상방법 그 밖의 사정을 조사하여야 한다.
③원고는 피고인 행정청이 속하는 국가 또는 공공단체를 상대로 손해배상, 제해시설의 설치 그 밖에 적당한 구제방법의 청구를 당해 취소소송등이 계속된 법원에 병합하여 제기할 수 있다.

## 판례
당연무효의 행정처분을 소송목적물로 하는 행정소송에서는 존치시킬 효력이 있는 행정행위가 없기 때문에 행정소송법 제28조 소정의 사정판결을 할 수 없다.

## 같이 보기
- 기각판결
- 각하판결
- 인용판결